# Tauchritz
Tauchritz (obersorbisch Tuchoricy) ist ein Dorf in der Oberlausitz und der südlichste Ortsteil der Stadt Görlitz.
Bevor Tauchritz im Jahr 1994 von der Stadt Görlitz eingemeindet wurde, gehörte es zur Gemeinde Hagenwerder.
Tauchritz ist über die Bundesstraße 99 erreichbar und an das Busnetz der Görlitzer Verkehrsbetriebe (GVB) angeschlossen. Das Wasserschloss Tauchritz ist die bedeutendste Sehenswürdigkeit im Ort.
Im alten Feuerwehrhaus des Braunkohletagebaus ist nun die Technik der DLRG Görlitz untergebracht und dient als Stützpunkt und Ausbildungsort der Gliederung.

## Geschichte

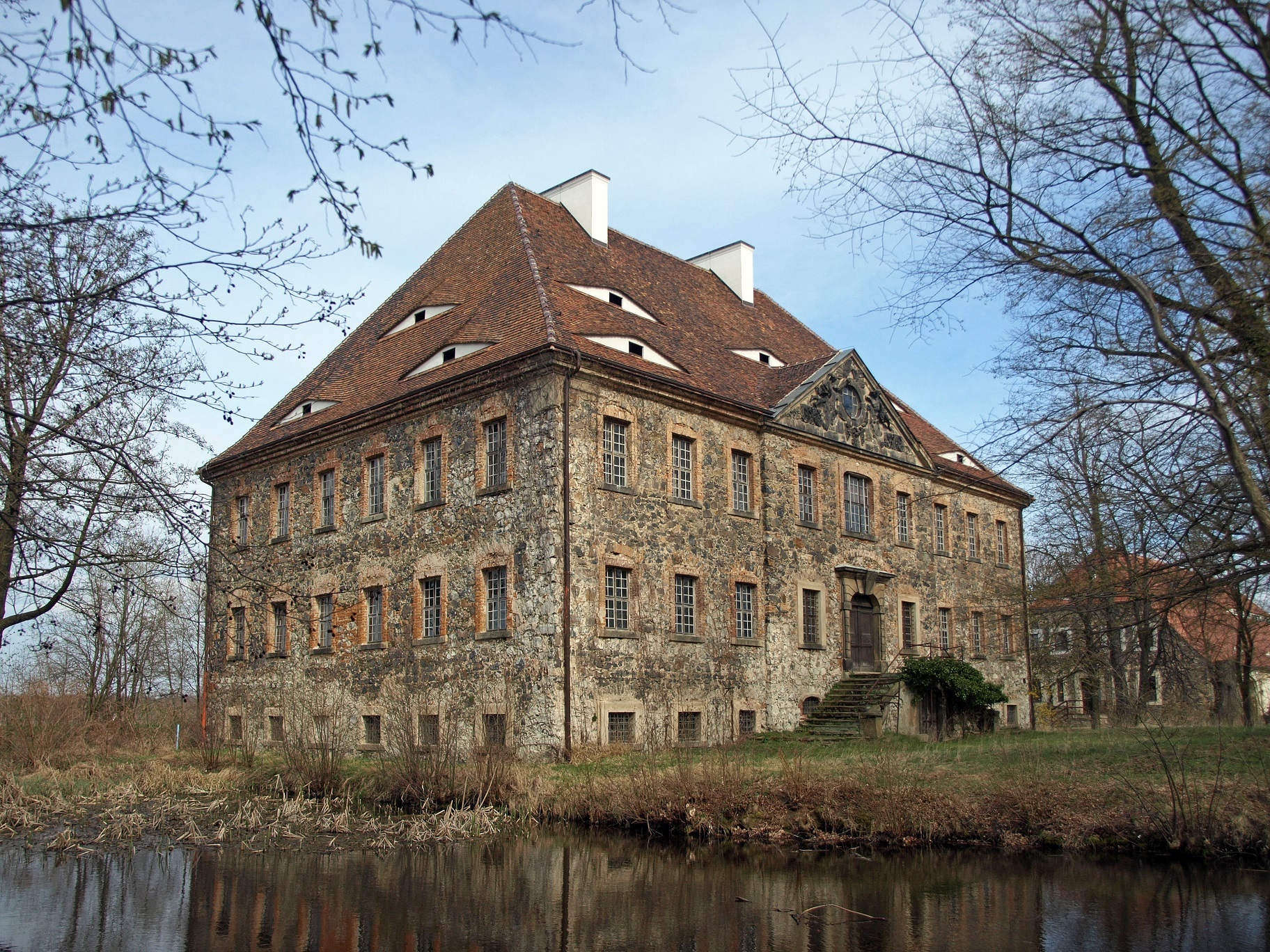
Wasserschloss Tauchritz

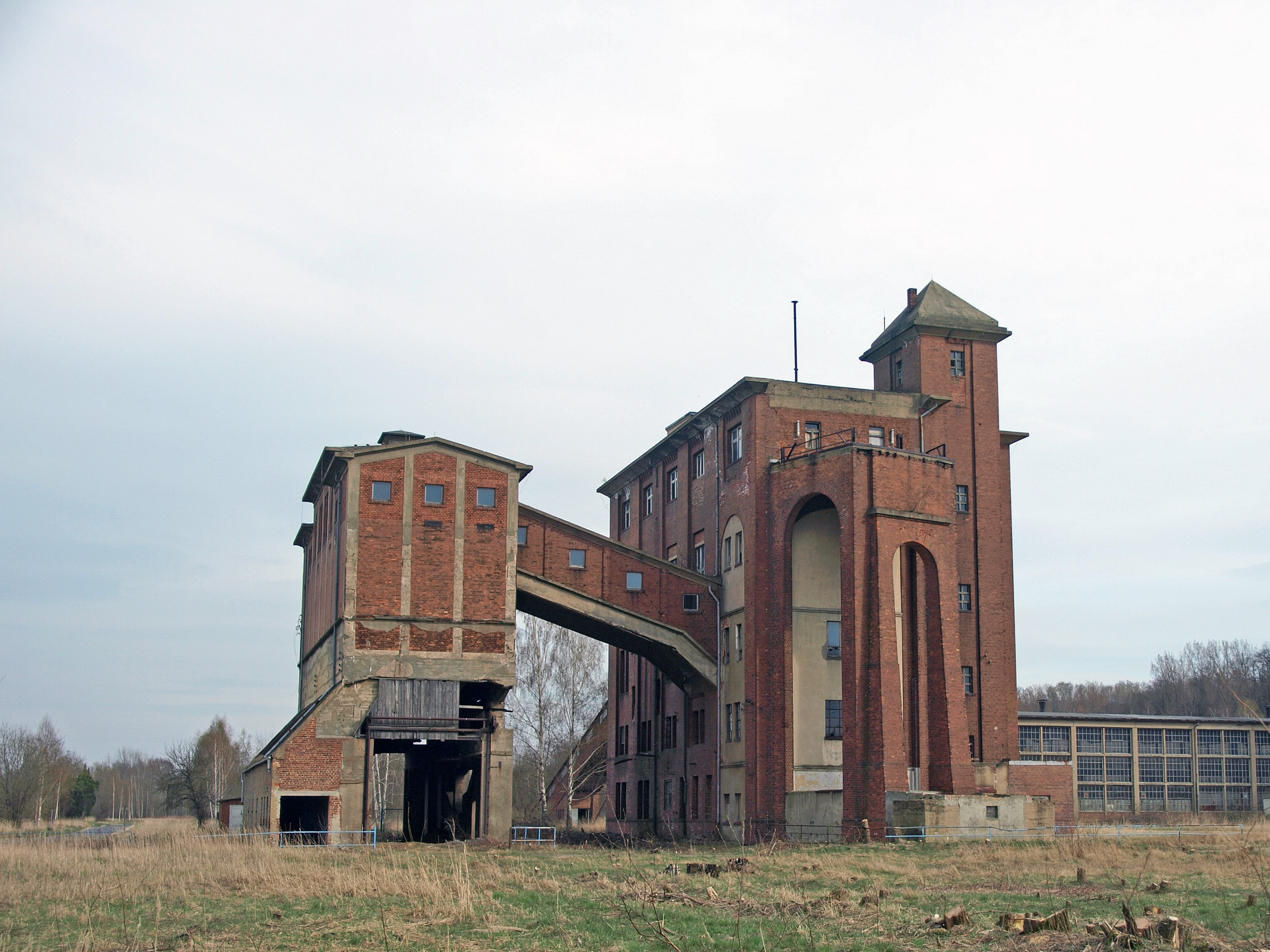
Hochbunker, die ehemalige Siebanlage (Bergbaugebäude) bei Tauchritz

Der Ortsname Tauchritz, abgeleitet vom slawischen Tucherice, bedeutet so viel wie Ort in sumpfiger Gegend. Das Wasserschloss wurde im Jahr 1306 erstmals urkundlich erwähnt und 1686/87 nach einem Brand neu errichtet. Im 14. Jahrhundert übernahm die Familie Gersdorf die Grundherrschaft. 1427–1433 wurde der Ort viermal von den Hussiten angegriffen. 1611 kaufte die Familie Warnsdorf Schloss und Gut. 1686 brannten große Teile des Dorfes ab. 1749 fiel die Grundherrschaft an das Stift Joachimstein.
Der Ortsteil wurde aufgrund seiner Lage stark durch das ehemalige Kraftwerk Hagenwerder und den ehemaligen Braunkohletagebau Berzdorf, dem jetzigen Berzdorfer See, geprägt. 
Im Jahr 2008 wurden auf dem mindestens seit 1587 genutzten Friedhof Tauchritz Grabmäler der Familien Gersdorf und Warnsdorf sowie der Pfarrer der Kirche im Rahmen der Denkmalpflege geborgen und konserviert. Sie stammen aus der Renaissance- und Barockzeit und waren in die Kirchhofsmauer eingelassen. Die Mittel dazu kamen von der Altstadtstiftung Görlitz aus der Altstadtmillion.

## Pfarrkirche
Die Pfarrkirche Tauchritz wurde 1686 nach dem Brand einer Vorgängerkirche gebaut. Zwischen 2004 und 2008 wurden Teile der Kirche aus Mitteln der Görlitzer "Altstadtmillion" saniert.

## Persönlichkeiten
- Theodor Donat (1844–1890), Gründer des Riesengebirgsvereins (1880)